# Phố Là
Phố Là là một xã thuộc huyện Đồng Văn, tỉnh Hà Giang, Việt Nam.

## Địa lý
Xã Phố Là nằm ở phía nam của huyện Đồng Văn, cách trung tâm huyện 40 km, có vị trí địa lý:
- Phía đông giáp thị trấn Phố Bảng
- Phía tây, bắc giáp Trung Quốc với đường biên giới 9,3 km
- Phía nam giáp xã Phố Cáo.

Xã Phố Là hiện có diện tích 13,91 km², dân số năm 2019 là 2.736 người, mật độ dân cư đạt 197 người/km².

## Hành chính
Xã Phố Là được chia thành 7 thôn: Chúng Trải, Mo Séo Tủng, Phố Là A, Phố Là B, Pín Tủng, Sán Trố, Tà Lủng.

## Lịch sử
Ngày 5 tháng 7 năm 1961, Hội đồng Chính phủ ban hành Quyết định số 91-CP về việc thành lập xã Phố Là trên cơ sở một phần diện tích và dân số của xã Sủng Là.